# 남간
남간(南簡, 1400년 ~ 1440년)은 조선의 문신이다. 본관은 의령(宜靈)이다. 할아버지는 영의정 남재(南在)이고, 아버지는 남경문(南景文)이며, 외할아버지는 참의(參議) 방순(方恂), 어머니는 온양 방씨(溫陽 方氏)이다.

## 생애
1419년(세종 1) 형조좌랑, 1430년 호조좌랑, 지평이 되고, 1433년 우헌납, 1436년 장령을 역임하고, 이어 예문직제학에 임명되었다.
1440년(조선 세종 22년) 남간(南簡)이 상언(上言)하기를,  “이제 신을 지사간원사(知司諫院事)를 제수하시었는데, 신이 한열(寒熱)이 오가는 병을 앓아서 날로 더욱 심중하여 종사(從仕)할 수가 없습니다. 약은 효력이 없고 병 증세는 더욱 심하니 어찌할 바를 알지 못하겠습니다. 청하건대, 신의 직책을 해면하여 주옵소서.” 하였으나, 윤허하지 아니하였다.

## 가족관계
- 증조부 : 남을번(南乙蕃, 1320년(?) ~ 1395년 2월 13일), 검교시중(檢校侍中)
- 할아버지 : 남재(南在, 1351년 ~ 1419년) - 조선의 개국 공신으로, 자는 경지, 호는 귀정. 영의정
- 할머니 : 변한국대부인 파평 윤씨(坡平 尹氏)
  - 아버지 : 남경문 (南景文, 1370년 - 1395년/1403년) - 병조의랑, 영의정부사에 추증
- 외할아버지 : 방순(方恂) - 판전교시사(判典校侍事), 참의(參議)
  - 어머니 : 숙녕택주(淑寧宅主) 온양 방씨(溫陽 方氏)
    - 형 : 남지(南智, 1392년 ~ 1454년)
    - 남동생 : 남휘(南暉, ? ~ 1454년)

## 참고 문헌
- 『의령남씨족보』
- 『세종실록(世宗實錄)』